# Краснов, Андрей Николаевич
Андре́й Никола́евич Красно́в (1862—1915) — российский ботаник, почвовед, географ, путешественник, палеоботаник; основатель Батумского ботанического сада. Краснов стал первым доктором географии в России, получившим эту учёную степень на основании публичной защиты (в 1894 году в Московском университете). Участник многочисленных экспедиций, в том числе в Тянь-Шань, Северную Америку, а также, неоднократно, в страны Восточной и Южной Азии (Япония, Китай, Ява, Индия, Цейлон).
По словам Владимира Ивановича Вернадского, «это был очень талантливый человек, всю свою жизнь отдавший научному исканию и общественной научной работе. …Среди учёных-художников, давших нам картины природы их времени и их понимания, А. Н. Краснов занимает своеобразное и большое место».
Андрей Николаевич Краснов — сын генерала Николая Ивановича Краснова, брат писателя Платона Николаевича Краснова и генерала Петра Николаевича Краснова.

## Образование
Андрей Николаевич Краснов родился в культурной донской казачьей семье, в которой были живы интересы литературы уже в течение нескольких поколений. В Петербурге он провёл свои гимназические годы (учился в 1-й Санкт-Петербургской гимназии); здесь он окончил естественное отделение университета (1885 год), здесь сложились его научные запросы, возникли им овладевшие замыслы. «Краснов был в числе немногих, которые пошли на естественное отделение по призванию. Натуралист с детства, он впервые в университете нашёл, наконец, то, чего так давно искал его проникавший в природу ум». В то же время он принимал участие в студенческом научно-литературном обществе при Петербургском университете (1882—1887) и в кружке «молодых ботаников», собиравшихся под кровом Петербургского общества естествоиспытателей. В этот кружок входили Е. И. Ремезов, В. И. Вернадский, В. Н. Агеенко, Л. А. Обольянинов, А. К. Медведев, Н. Г. Ушинский.
Яркая и интенсивная научная жизнь Петербурга того времени (1880-е годы) наложила на него свою печать. Дружба с В. И. Вернадским, с которым он вместе учился в гимназии и университете, влияние В. В. Докучаева, А. Н. Бекетова и И. В. Мушкетова, шедшая в это время при Петербургском университете творческая работа в области изучения почв и создания нового направления в почвоведении, исследования живой природы в тесной связи с историей Земли, с характером её почвенного покрова, определили уклад его научных исканий. Этим стремлениям молодости, явившимся отражением петербургской научной атмосферы, А. Н. Краснов остался верен всю свою жизнь.
На становление Краснова как учёного воздействие А. Н. Бекетова и В. В. Докучаева несомненно. «Бекетов, несомненно, оставил крупный след в том течении ботанической мысли, которое ярко складывалось в то время в России и которое не только было связано с изучением флоры, но и привело к геоботаническим работам. В область этих явлений под влиянием А. Н. Бекетова сразу целиком ушла мысль Краснова. На этой почве он подошёл к вопросам физической географии, геологии, почвоведения. На них он столкнулся ближе с В. В. Докучаевым». «Он [Краснов] быстро двинулся как ботаник, близко сошёлся с А. Н. Бекетовым и его семьёй, встал на ноги как молодой, подающий надежды специалист-ботаник. Может быть, даже он слишком рано вошёл в специальную работу, не докончив систематического научного образования». Ещё студентом второго курса, весной 1882 года он был прикомандирован к экспедиции Министерства двора в Алтайский горный округ, в которой занимался сбором растений в южной части Томской губернии (зоологом в этой экспедиции был А. М. Никольский, геологом — Н. А. Соколов).
Со студенческой скамьи научная ботаническая работа А. Н. Краснова была в широкой степени охвачена влиянием Докучаева. Вскоре он принял участие в его земских экспедициях в Нижегородской (1883, по поручению Почвенного комитета) и позже — в Полтавской губерниях, с И. В. Мушкетовым исследовал Прикаспийскую полупустыню, в 1883 году — уже самостоятельно — изучал растительность Алтая (часть гербария алтайских растений, собранного Красновым (375 листов), хранится в Гербарии имени И. П. Бородина Санкт-Петербургской лесотехнической академии).
Первые успехи научной работы во многом изменили студенческую жизнь Краснова, заставив его уже с третьего курса уйти в очень трудную самостоятельную работу, требовавшую от него много времени и большого труда. В 1884 году он представил работу «О происхождении чернозёма», которая была удостоена золотой медали. В 1885 году окончил курс университета со степенью кандидата и был оставлен при университете для приготовления к профессорскому званию. Летом того же года исследовал в геоботаническом отношении калмыцкие степи Астраханской губернии.
Весной 1886 года Краснов был командирован на средства Императорского русского географического общества для исследования Центрального Тянь-Шаня, причём проникал в пограничные области Китая, Кульджу, Кашгарию (Аксу). По результатам этой экспедиции он написал магистерскую диссертацию «Опыт истории развития флоры южной части Восточного Тянь-Шаня», которую успешно защитил в 1888 году. В диссертации этой выдаются главы о влиянии климата на образование видов растений, подтверждённые анатомическими исследованиями над родом Курчавка (Atraphaxis).

## Научная деятельность
В 1889 году А. Н. Краснов — экстраординарный профессор созданной им кафедры физической географии и антропогеографии Харьковского университета, профессор ботаники Харьковского ветеринарного института, производил ботанические исследования в Полтавской губернии. В Харькове же он наряду с преподавательской и научной работой вёл и большую культурную работу: пытался создать публичный ботанический сад, был в центре научно-популярных курсов для рабочих, читал популярные публичные лекции, одно время принимал деятельное участие в местной прессе, интересуясь и здесь не столько вопросами политики, сколько просветительно-культурными. Так, в 1890 году Краснов организовал в Харьковском университете Географический кабинет и студенческий географический кружок. Впоследствии при городском музее в Харькове он создал географический отдел, а в 1906 году организовал при Харьковском ветеринарном институте ботанико-географический сад, ставший прототипом Батумского ботанического сада.
Краснов начал свою научно-педагогическую деятельность с внедрения в учебный план курса общего землеведения. Программу курса он изложил во вступительной лекции и в письме к В. И. Вернадскому:
Задача <…> — связать выводы астрономии, астрофизики, геологии, которые касаются земного шара, вывести из них как следствие современные климаты, распределение явлений динамической геологии, грунтов, растений, животных и человеческих племён.
В 1890 году совершил со студентами экскурсию по Сванетии, чем положил в России начало географических экскурсий, которые и сам повторял со студентами; осенью того же года проехал Северную Америку от Нью-Йорка до штата Юта и вернулся через Нью-Мексико. В 1891 году совершал экскурсии по Харьковской и Полтавской губерниям, а также по юго-восточному Кавказу (Ленкорань).
Весной 1892 года на собственные — весьма скудные — средства Краснов отправился в экспедицию с учёной целью вокруг берегов Азии: Сахалин — Япония — Китай — Ява — Индия — Цейлон. Из многочисленных путешествий своих по разным частям России Краснов вывез гербарии, заключавшие немало новых форм и хранившиеся отчасти в Санкт-Петербургском университете, отчасти в Императорском ботаническом саду. С 1893 года возобновил чтение лекций в Харьковском университете.
В 1894 году представил и защитил в Московском университете докторскую диссертацию «Травянистые степи Северного полушария», которая представляет свод данных о географическом распространении, облике, растительности и почвенном покрове травянистых степей и разбор ранее существовавших теорий их происхождения. За эту работу Краснов был удостоен учёной степени доктора географии и назначен ординарным профессором Харьковского университета по кафедре географии.
В. В. Докучаев и А. Н. Краснов вывели отечественную географию из состояния учебной дисциплины, в котором она находилась очень долго, присоединив её к актуальнейшим и самым продуктивным областям научной деятельности. Благодаря этому им удалось улучшить благосостояние большой части страны, а отечественной географии дало право занять видное место в мировой науке.
В 1895 году Краснов был командирован Министерством двора в экспедицию в центральную Индию, на Цейлон, в Японию и Китай для изучения на месте культуры чая с целью разведения этого растения на плантациях удельного ведомства в Батумской области.
То ценное, что заключается в работе А. Н. Краснова, было прежде всего его самостоятельное научное искание, был бросающийся в глаза элемент творчества. Краснов пролагал новые пути в географии растений и собирал всю жизнь факты для создания своего в научной области. Он не шёл по чужим путям, он их сам искал. Вместе с тем он пытался дать новый вид географическим обобщениям, давая свою, очень оригинальную попытку рассмотреть облик Земли как проявление единого космического процесса, причём для него человеческая культура неразрывно сливалась с другими проявлениями жизни природы. 
В. И. Вернадский
В 1910 году Краснов опубликовал курс «Лекций по физической географии», где дал описание основных ландшафтов земного шара и сделал попытку объяснить их происхождение. Как отмечал В. И. Вернадский,
А. Н. Краснов был не только учёным-натуралистом, он был художником, глубоко чувствовавшим красоты природы; в его научном творчестве этот субъективный элемент выдвигался на первое место, нередко в ущерб тем требованиям, которые ставятся наукой всякой передаче достигнутого учёным и которые необходимы для коллективного накопления научных фактов.
А. Н. Краснову принадлежат важные научные достижения. Именно он внедрил фитогеографию и связал её с классификацией климатов Кёппена, осуществил районирование земного шара по типам растительности, придерживаясь зонально-географического принципа. Он выделил десять зон и пять ландшафтных областей; в каждом из выделенных районов представил комплексную характеристику влияния природы на растительность. Характеристика ландшафтов была определена начиная с процесса выветривания и почвообразования через рельеф и климат и вплоть до растительного и животного мира и культурных ландшафтов (то есть по схеме, которая стала рабочей уже во второй половине XX века). Растительные зоны были описаны А. Н. Красновым довольно основательно за несколько лет до формулирования В. В. Докучаевым закона мировой зональности. Сопоставление мыслей и высказываний А. Н. Краснова с соображениями его предшественников А. Гумбольдта и К. Риттера свидетельствует, что они были в целом единомышленниками. Но вместе с тем А. Н. Краснов, как и его учитель В. В. Докучаев были первыми землеведами, которые реально воплотили определённую часть своих знаний в практическую деятельность.
«Натуралист-художник А. Н. Краснов нередко делал совершенно недопустимые в строгих требованиях современной науки промахи, работал быстро, интенсивно и крайне небрежно. И, однако, при всем том в его научной работе были вечные элементы значительных достижений, и едва ли будущий историк научной мысли русского общества его времени примет без изменения критику современников. То ценное, что заключается в работе А. Н. Краснова, было прежде всего его самостоятельное научное искание, был бросающийся в глаза элемент творчества».
Основные работы Краснова-ботаника посвящены истории и современной растительности Средней Азии, степей Северного полушария, субтропических районов чаеразведения Азии. В. И. Вернадский выделил среди них четыре, на его взгляд, заслуживающие всеобщего внимания работы Краснова: две его диссертации («Опыт истории развития флоры южной части Восточного Тянь-Шаня», 1889; «Травяные степи северного полушария», 1894), а также «Чайные округи субтропических областей Азии. Культурно-географические очерки Дальнего Востока» ( Вып. 1—2, 1897—1898) и  «Географию растений», 1898. Краснов изучал флору тропических и субтропических стран, был одним из пионеров отечественного субтропического земледелия, в частности, культуры чая, цитрусовых, бамбука, хурмы на Кавказе. А. Н. Краснов пришёл в восхищение от мысли обеспечить Россию собственным чаем. Он организовал три чайных экспедиции в Юго-Восточную Азию, изучил культуру чая и завёз его в сеянцах (а вместе с ним — несколько других субтропических культур) в Аджарию, где, по его оценкам, почвенно-климатические условия были благоприятны для этого. На протяжении полутора десятилетий он тщательно работал над интродукцией субтропических культур.
В 1912 году вследствие развившейся тяжёлой болезни Краснов вышел в отставку и в сознании близкой смерти с неукротимой энергией употребил остаток жизни на новое культурное создание — на осуществление своей старой идеи: создание в России большого ботанического сада среди подтропической природы. Он основал (в 1912 году) и возглавлял в должности директора до свой кончины Батумский ботанический сад на Зелёном Мысе, придав его экспозициям ландшафтно-географическую структуру (что, в свою очередь, требовало специальных наблюдений и оценок). Этот сад должен был явиться опытным учреждением для введения новых культур в область влажных субтропиков.
В немногие годы (1912—1914) Краснову удалось провести свою задачу в жизнь, найти поддержку и сочувствие в правительственных кругах (у главноуправляющего земледелием и землеустройством А. В. Кривошеина), получить нужное, выбранное им место около Батуми (41°38′ с. ш. 41°39′ в. д., 65 десятин), необходимые для начала денежные средства и заложить ботанический сад, который остался лучшим ему памятником. Он ввёл фитомелиорацию болот Колхиды, используя богатырскую способность австралийских эвкалиптов высушивать почву, вытягивая из неё воду, и на протяжении краткого срока добился улучшения её экологических условий.

Ученик В. В. Докучаева, соратник и друг В. И. Вернадского, профессор Харьковского университета, известный географам как основоположник современной конструктивной географии, а более широким кругам — как учёный, который почти собственными силами превратил Черноморские субтропики Грузии из царства болот и малярии в цветущую и зажиточную страну, израсходовав на это полтора десятилетия своей короткой жизни.— И. Г. Черванёв
Краснов умер «давно больной, среди работы, в самый разгар организации им уже большого дела, в связи с садом и похоронен там же на выбранном им месте, про которое он писал: „Сделайте от моей могилы просеку, чтобы мне видна была Чаква с окружающими её снеговыми горами, кусочками моря; я там впервые начал работу; там тоже осталась частичка моего я…“». Смерть его прошла почти незамеченной в широких кругах русского общества. Память учёного отметили лишь там, где он работал последние годы жизни,— в Харькове и Батуме. Харьковское общество любителей природы открыло подписку на фонд имени А. Н. Краснова «для выдачи пособий на исследование местного края».

Можно <…> сказать, что он [Краснов] во всей своей жизни, как редко кто, остался верен своему молодому плану и провёл его до конца без больших изменений.
| |  |  |  |
| Слева направо: Рабочий сада в бамбуковой роще; Чайная плантация в Чакве; Сбор чая в Чакве; Уголок сада с эвкалиптами и османтусом душистым (Osmanthus fragrans Lour.). Фотографии Сергея Михайловича Прокудина-Горского, март 1912 года |  |  |  |

## Увековечивание памяти А. Н. Краснова
Именем А. Н. Краснова названа гора в Томаринском районе Сахалинской области. Гора Краснова высотой 1093 метра является частью Приморского хребта Западно-Сахалинских гор.
В честь А. Н. Краснова названы: ледник в Карском море (Новая Земля, залив Незнаемый; название присвоено в 1901 году участником экспедиции художника А. А. Борисова) и скала в Антарктиде (Земля Королевы Мод, 71°48′ ю.ш., 10°20′ в.д., открыта и нанесена на карту в 1961 году, название присвоено в 1966 году).
В 1940 году М. Г. Попов назвал в честь Краснова монотипный род растений Красновия (Krasnovia) из семейства зонтичных, встречающийся на хребте Тарбагатай, Джунгарском Алатау, Тянь-Шане и в соседних горах Синьцзяна. В 1950 году Б. К. Шишкин во Флоре СССР подтвердил это название: Genus in memoriam Viri beati celeberrimi, investigatoris famosi florae Tian-schanicae et Caucasicae, Javanicae et Japonicae, multarumque aliarum; fundatoris Horti magnifici subtropicalis Batumensis; Magistri nostri in naturae investigandis, Professoris A. N. Krasnov cum maxima pietate dedicavimus. Ныне род именуется Красновия (Krasnovia Popov ex Schischk.)
В Музее землеведения МГУ (на 24 этаже Главного здания) установлен бюст А. Н. Краснова.

## Основные работы
- Материалы для знакомства с флорою северной границы чернозёмного пространства: Отчет Спб. о-ву естествоиспытателей об экскурсии в вост. части Нижегор. и прилегающие к ним уезды Симб. губ. / [Соч.] Студента С.-Петерб. ун-та А. Н. Краснова. — Санкт-Петербург: тип. В. Демакова, [1884]. — 30 с.
- Геоботанические исследования в Калмыцких степях: Чит. в общ. собр. Имп. Рус. геогр. о-ва 6 нояб. 1885 г. // Известия Императорского Русского географического общества. — СПб, 1886. — Т. 22, вып. 1. — С. 1—52
- Заметки о растительности Алтая. — Санкт-Петербург: тип. В. Демакова, 1886. — 34 с.
- Очерк быта семиреченских киргиз: (Чит. в собр. Отд-ния этнографии 27 марта 1887 г.) / [Соч.] Д. чл. А. Н. Краснова. — [Санкт-Петербург]: тип. А. С. Суворина, [1887]. — 46 с.
- Список растений, собранных в восточном Тянь-Шане летом 1886 года А. Н. Красновым. — Санкт-Петербург: тип. В. Демакова, [1887]. — 129 с.
- Опыт истории развития флоры южной части Восточного Тянь-Шаня // Зап. Рус. геогр. об-ва. — 1888. — Т. 19. — С. 1—413. — магистерская диссертация.
- Материалы для флоры Полтавской губернии: Результаты флорист. исслед. Полт. губ. — Харьков: Унив. тип., 1891. — [2], 116 с.
- Нагорная флора Сванетии и особенности её группировки в зависимости от современных условий жизни и влияния ледникового периода: (Предвар. отчет о лет. экскурсии по Сванетии): (Чит. в соедин. заседании отд-ний Географии мат. и Географии физ. 22 дек. 1890 г.) / [Соч.] Д. чл. А .Н. Краснова. —  [Санкт-Петербург]: тип. А. С. Суворина, [1891]. — 28 с.
- Современное состояние вопроса о происхождении Слободско-Украинской степи. — Харьков: тип. Губ. правл., [1891]. — 23 с.
- Рельеф, растительность и почвы Харьковской губернии. — Харьков, 1893.
- Из поездки на Дальний Восток Азии: Заметки о растительности Явы, Японии и Сахалина (недоступная ссылка — история) // Землеведение. — 1894. — Т. 1, кн. 2. — С. 59—88.

Т. 1, кн. 3. — С. 7—30.
- Травяные степи Северного полушария // Изв. Об-ва любителей естествознания, антропологии и этнографии. — 1894. — Т. 81 : Труды географического отделения, вып. 7. — С. 1—294.
- Под тропиками (недоступная ссылка — история) // Книжки недели. — СПб., 1894, январь—март—апрель—май.
- Черты тропической растительности Зондского архипелага по наблюдениям на острове Ява // Зап. Харьк. ун-та. — 1894. — Т. 1.
- Из путевых впечатлений под тропиками (недоступная ссылка — история) // Ист. вестник. — 1895. — Вып. 1.
- Русские тропики (недоступная ссылка — история) // Ист. вестник. — 1895. — Вып. 2.
- Основы землеведения. — Харьков: Тип. Зильберберга, 1895. — 164 с.[19]

Вып. 1 : История картографии, форма Земли, распределение суши и её строение
Вып. 2 : Атмосфера, её действие на сушу и море, климаты суши и явления на море, ею создаваемые. — Тип. А. Дарре, 1895. — 138 с.
Вып. 3 : Формы поверхности суши и деятели, их создаваемые. — Тип. А. Дарре, 1897. — 232 с.
Вып. 4, ч. 1 : География растений. Законы распределения растений и описание растительности земного шара. — Тип. А. Дарре, 1899. — 499 с.
- По островам Далекого Востока: Путевые очерки. — СПб.: Ред. «Недели», 1895. — 443 с.
- Чайные округи субтропических областей Азии. Культурно-географические очерки Дальнего Востока. Вып. 1—2. — Санкт-Петербург: тип. Глав. упр. уделов, 1897—1898.
- Из колыбели цивилизации. Письма из кругосветного путешествия. — СПб.: тип. М. Меркушева, 1898. — 660 с.
- Индия и Цейлон. — Санкт-Петербург: О. Н. Попова, 1900. — [2], 102 с.: ил. — (Рассказы о разных странах и народах)
- Как живут китайцы. — 4-е изд. Перепеч. со 2-го изд. — Харьков: Изд. ком. Харьк. о-ва грамотности, 1904. — 32 с.
- О полярных странах. — Харьков: Изд. ком. Харьк. о-ва распространения в народе грамотности, 1904. — 48 с.
- Курс землеведения. — СПб.: Тип. Тренке и Фюсно, 1909. — XVI, 989 с.
- История русской флоры // Естествознание и география. — 1909. — Т. 14. — С. 20—32.
- Натуралист на Кавказе: [Очерки]. [Вып. 1]. — Пятигорск: изд. электро-мех. тип. К. К. Кибардина, 1910. — 58 с.
- Натуралист на Кавказе: [Очерки]. [Вып. 2]. — Пятигорск: изд. электро-мех. тип. К. К. Кибардина, 1911. — 43 с.
- Начатки третичной флоры юга России // Тр. Об-ва испытателей природы при Императорском Харьковском университете. — Харьков: Тип. «Печатник», 1910 (1911). — Т. XLIV. — С. 148—253.
- Южная Колхида. Очерк. — Петроград: Изд. П. П. Сойкина, 1915. — 36 с., 1 л. карт. : ил с. — (Знание для всех). — с 36 репродукциями и картой Южного Кавказа
- Под тропиками Азии. — М.: Географгиз, 1956. — 262 с.
- У подножия Гималаев: Индо-Гангская равнина; Деканское плоскогорье // Хрестоматия по физической географии зарубежных стран. — М., 1960.